# Alcon Entertainment
Alcon Entertainment, LLC là một công ty sản xuất phim điện ảnh và truyền hình của Mỹ, được thành lập vào năm 1997 bởi hai nhà sản xuất phim Broderick Johnson và Andrew Kosove. Kể từ khi thành lập, Alcon Entertainment đã phát triển và tài trợ cho các bộ phim do Warner Bros. Pictures phân phối cuối cùng – chủ yếu ở Hoa Kỳ và đôi khi trên phạm vi quốc tế – sau thỏa thuận sản xuất phim điện ảnh kéo dài 10 năm.

## Hoạt động
Alcon Entertainment được thành lập vào ngày 23 tháng 1 năm 1997 và bởi hai nhà sản xuất phim Broderick Johnson và Andrew Kosove, đồng CEO của công ty. Công ty có trụ sở tại Đại lộ Santa Monica ở Los Angeles, California. Cả Johnson và Kosove đều trình bày tới Frederick W. Smith – nhà sáng lập kiêm chủ tịch FedEx – một đề xuất rằng một công ty điện ảnh độc lập, dưới sự hỗ trợ của một cá nhân hoặc một công ty có vốn và liên kết với một hãng phim lớn để có thỏa thuận phân phối độc quyền, sẽ thu được lợi nhuận từ tài sản có bản quyền sau một khoảng thời gian nhất định.
Vào ngày 18 tháng 2 năm 1998, Alcon Entertainment bật đèn xanh cho hai dự án, trong đó Warner Bros. nắm vai trò phân phối cho một sự án. Vào ngày 15 tháng 5 năm 1998, Alcon ký thỏa thuận thứ hai với Warner Bros., trong đó Warner Bros. được phép phân phối bộ phim Lost & Found (1999). Đây cũng là dự án phim điện ảnh kinh phí lớn đầu tiên của công ty. Tháng 3 năm 2000, sau thành công của bộ phim thứ hai My Dog Skip, Alcon đã ký một thỏa thuận phân phối dài hạn với Warner Bros. Thỏa thuận này cho phép Warner Bros. phân phối tối thiểu 10 bộ phim do Alcon sản xuất trên toàn thế giới và cung cấp nguồn kinh phí tài trợ trong năm năm kế tiếp. Thỏa thuận này cũng cho phép Warner đồng tài trợ một số dự án với Alcon. Ngày 28 tháng 9 năm 2003, Alcon Entertainment khởi động khối phim truyền hình của công ty với thỏa thuận đồng sản xuất độc quyền tại hãng Warner Bros. Television.
Alcon và Warner ký một thỏa thuận mới vào tháng 2 năm 2006, tiếp tục mối quan hệ kéo dài 8 năm của cả hai, theo đó Warner Bros. sẽ tiếp tục phân phối các phim điện ảnh do Alcon phát triển và lên kinh phí. Năm 2011, Alcon Entertainment đã mua lại toàn bộ thương hiệu và bản quyền đối với thương hiệu Blade Runner, bao gồm phim điện ảnh, phim truyền hình, trò chơi và các phương tiện nhượng quyền thương mại khác như sách và tiểu thuyết. Ngày 8 tháng 3 năm 2012, Alcon đã ký hợp đồng với Belle Pictures – một công ty sản xuất liên kết do Molly Smith, giám đốc điều hành của 2S Films đứng đầu – để phát triển các dự án điện ảnh. Warner Bros. và tiếp tục Alcon gia hạn thỏa thuận này vào năm 2015 và kết thúc thỏa thuận vào năm 2019.

## Danh sách phim

### Điện ảnh
| Năm  | Tựa đề                                  | Phân phối                              | Ghi chú | Kinh phí          | Doanh thu      |
| ---- | --------------------------------------- | -------------------------------------- | --- | ----------------- | -------------- |
| 1999 | Lost & Found                            | Warner Bros.                           | | 30 triệu USD      | 6,552,255      |
| 2000 | My Dog Skip                             | Warner Bros.                           | | 6 triệu USD       | 35,512,760     |
| 2000 | Dude, Where's My Car?                   | 20th Century Fox                       | | 13 triệu USD      | 73,180,723     |
| 2001 | The Affair of the Necklace              | Warner Bros.                           | | 30 triệu USD      | 471,210        |
| 2002 | Insomnia                                | Warner Bros.                           | Đồng sản xuất với Section Eight Productions, phân phối quốc tế bởi Summit Entertainment                                                                    | 46 triệu USD      | 113,714,830    |
| 2003 | Love Don't Cost a Thing                 | Warner Bros.                           | | 21 triệu USD      | 21,924,226     |
| 2004 | Chasing Liberty                         | Warner Bros.                           | | 23 triệu USD      | 12,313,323     |
| 2005 | Racing Stripes                          | Warner Bros.                           | Phân phối quốc tế bởi Summit Entertainment | 30 triệu USD      | 90,754,475     |
| 2005 | The Sisterhood of the Traveling Pants   | Warner Bros.                           | Đồng sản xuất với Alloy Entertainment, Di Novi Pictures và Martin Chase Productions                                                                        | 25 triệu USD      | 42,000,000     |
| 2006 | 16 Blocks                               | Warner Bros.                           | Đồng sản xuất với Millennium Films, Equity Pictures, Nu Image, Emmett/Furla Films, Cheyenne Enterprises, ContentFilm International và The Donners' Company | 55 triệu USD      | 65,664,721     |
| 2006 | The Wicker Man                          | Warner Bros.                           | Đồng sản xuất với Millennium Films, Saturn Films, Equity Pictures, Emmett/Furla Films và Nu Image                                                          | 40 triệu USD      | 38,755,073     |
| 2007 | Tái bút: Anh yêu em                     | Warner Bros.                           | Đồng sản xuất với Grosvenor Park Productions, phân phối quốc tế bởi Summit Entertainment                                                                   | 30 triệu USD      | 156,835,339    |
| 2008 | One Missed Call                         | Warner Bros.                           | Đồng sản xuất với Kadokawa Pictures, Equity Pictures và Intermedia                                                                                         | 20 triệu USD      | 45,847,751     |
| 2008 | The Sisterhood of the Traveling Pants 2 | Warner Bros.                           | Đồng sản xuất với Alloy Entertainment, Di Novi Pictures và Martin Chase Productions                                                                        | 27 triệu USD      | 44,352,417     |
| 2009 | The Blind Side                          | Warner Bros.                           | | 29 triệu USD      | 309,208,309    |
| 2010 | Cuốn sách của Eli                       | Warner Bros.                           | Đồng sản xuất với Silver Pictures, phân phối quốc tế bởi Summit Entertainment                                                                              | 80 triệu USD      | 157,091,718    |
| 2010 | Lottery Ticket                          | Warner Bros.                           | Đồng sản xuất với Cube Vision | 17 triệu USD      | 24,819,879     |
| 2011 | Something Borrowed                      | Warner Bros.                           | Đồng sản xuất với 2S Films, phân phối quốc tế bởi Summit Entertainment                                                                                     | 35 triệu USD      | 60,183,821     |
| 2011 | Dolphin Tale                            | Warner Bros.                           | | 37 triệu USD      | 95,404,397     |
| 2012 | Joyful Noise                            | Warner Bros.                           | | 25 triệu USD      | 31,158,113     |
| 2012 | Tâm sự bà bầu                           | Lionsgate                              | Đồng sản xuất với Phoenix Pictures | 40 triệu USD      | 41.102.171     |
| 2012 | Chernobyl Diaries                       | Warner Bros.                           | Đồng sản xuất với FilmNation Entertainment và Oren Peli/Brian Witten Productions                                                                           | 1 triệu USD       | 37,157,648     |
| 2013 | Gia tộc huyền bí                        | Warner Bros.                           | Đồng sản xuất với 3 Arts Entertainment, Belle Pictures, phân phối quốc tế bởi Lionsgate thông qua Summit Entertainment                                     | 60 triệu USD      | 60,052,138     |
| 2013 | Lần theo dấu vết                        | Warner Bros.                           | Đồng sản xuất với 8:38 Productions, Madhouse Entertainment, phân phối quốc tế bởi Lionsgate thông qua Summit Entertainment                                 | 46 triệu USD      | 122,126,687    |
| 2014 | Trí tuệ siêu việt                       | Warner Bros.                           | Đồng sản xuất với DMG Entertainment và Straight Up Films, phân phối quốc tế bởi Lionsgate thông qua Summit Entertainment                                   | 100 triệu USD     | 103,039,258    |
| 2014 | Dolphin Tale 2                          | Warner Bros.                           | | 36 triệu USD      | 57,824,533     |
| 2014 | The Good Lie                            | Warner Bros.                           | Đồng sản xuất với Imagine Entertainment, Black Label Media và Reliance Entertainment, phân phối quốc tế bởi Lionsgate thông qua Summit Entertainment       | 20 triệu USD      | 2,722,209      |
| 2015 | The 33                                  | Warner Bros.                           | Đồng sản xuất với Phoenix Pictures, phân phối quốc tế bởi Good Universe                                                                                    | 26 triệu USD      | 24,902,723     |
| 2015 | Ranh giới chết                          | Warner Bros.                           | Đồng sản xuất với DMG Entertainment, Ehrman Productions và Babelsberg Studios, phân phối quốc tế bởi Lionsgate thông qua Summit Entertainment              | 100 triệu USD     | 131,338,490    |
| 2016 | No Manches Frida                        | Pantelion Films                        | Đồng sản xuất với Constantin Film | —                 | 12,421,716     |
| 2017 | Tội phạm nhân bản 2049                  | Warner Bros. / Sony Pictures Releasing | Đồng sản xuất với Columbia Pictures, Thunderbird Films và Scott Free Productions                                                                           | 150–185 triệu USD | 259,239,658    |
| 2017 | Father Figures                          | Warner Bros.                           | Đồng sản xuất với The Montecito Picture Company và DMG Entertainment                                                                                       | 25 triệu USD      | 25,601,244     |
| 2018 | 12 kỵ binh quả cảm                      | Warner Bros.                           | Đồng sản xuất với Black Label Media, Jerry Bruckheimer Films và Torridon Films, phân phối quốc tế bởi Lionsgate                                            | 35 triệu USD      | 62,928,960     |
| 2019 | No manches Frida 2                      | Pantelion Films                        | Đồng sản xuất với Constantin Film | —                 | 26.4 triệu USD |
| 2024 | No manches Frida 3                      | Pantelion Films                        | Đồng sản xuất với Constantin Film | —                 | —              |
| 2024 | The Garfield Movie                      | Sony Pictures Releasing                | Đồng sản xuất với Columbia Pictures và Paws, Inc. | —                 | —              |

### Truyền hình
| Năm     | Tựa đề                    | Kênh                                        | Ghi chú | Mùa | Tập |
| ------- | ------------------------- | ------------------------------------------- | --- | --- | --- |
| 2015–22 | The Expanse               | Syfy (2015–18) Amazon Prime Video (2019–22) | Đồng sản xuất với Penguin in a Parka, SeanDanielCo (2015–18), Just So (2019–22), Hivemind (2019–22) và Amazon Studios (2019–22); distributed by Legendary Television Distribution | 6   | 62  |
| 2016–18 | Ice                       | Audience                                    | Đồng sản xuất với Fuqua Films (2016), Entertainment One, IM Global Television (2016) và Bernero Productions (2018)                                                                | 2   | 20  |
| 2017–22 | Pete the Cat              | Amazon Prime Video                          | Đồng sản xuất với Appian Way Productions và Surfer Jack Productions; phân phối bởi Cake Entertainment                                                                             | 2   | 14  |
| 2021–22 | Blade Runner: Black Lotus | Adult Swim Crunchyroll                      | Đồng sản xuất với Williams Street | 1   | 13  |
| 2024    | Hey A.J!                  | Disney Junior                               | Đồng sản xuất với Disney Junior và Surfing Giant Studios | 1   |     |

## Âm nhạc
Năm 2014, Alcon hợp tác với Sleeping Giant Media để thành lập ASG Music Group, một công ty với đầy đủ dịch vụ âm nhạc và thu âm. Năm 2017, ASG cùng với Epic Records phát hành album nhạc phim Blade Runner 2049: Original Motion Picture Soundtrack, do Michael Hodges, Kayla Morrison và Ashley Culp sản xuất. Album đạt vị trí số 1 trên bảng xếp hạng Billboard Soundtrack Sales Charts.